# Tritonbrunnen (Nysa)

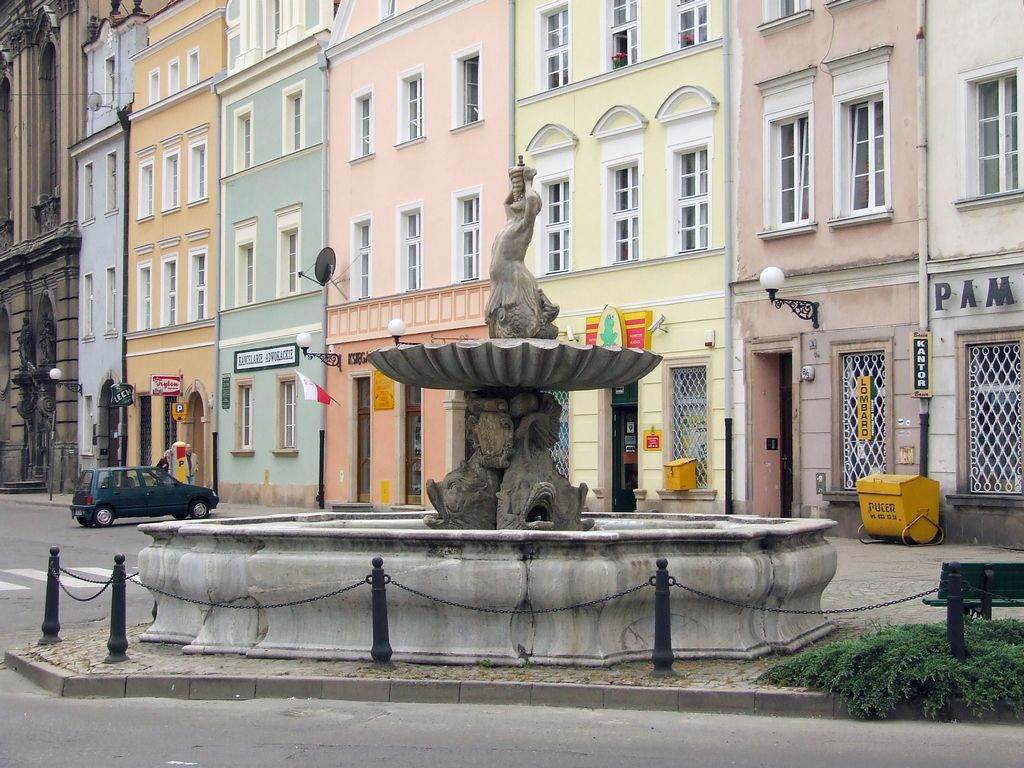
Der Tritonbrunnen

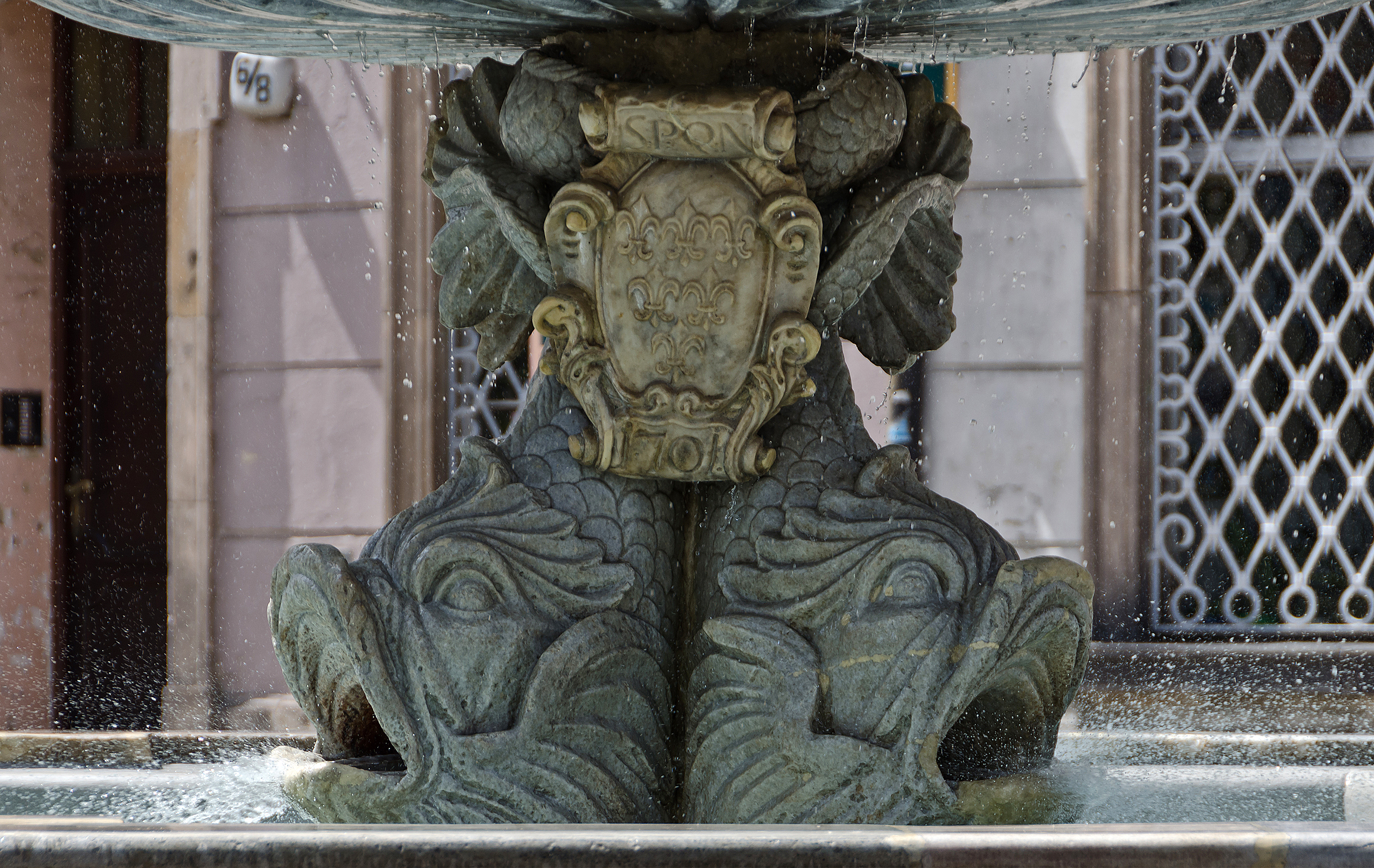
Wappen am Brunnen

Der Tritonbrunnen in Nysa (Neisse) ist ein barockes Standbild an den Straßen Bracka (Brüderstraße) und Celna (Zollstraße), in der Nähe des Rings. Er wurde in Anlehnung an den Tritonenbrunnen von Gian Lorenzo Bernini in Rom geschaffen.

## Geschichte und Beschreibung
Der Neisser Tritonbrunnen wurde von 1700 bis 1701 errichtet. Der Brunnen wurde in hellem schlesischen Marmor aus Groß Kunzendorf von einem unbekannten Bildhauer ausgeführt. Es stellt heute eines der bedeutendsten Kunstwerke der Stadt dar. In Form und Gestaltung ist es nah an dem römischen Vorbild orientiert, stellt jedoch keine direkte Kopie dar.
Aus dem unteren großen Wasserbecken erhebt sich in der Mitte eine Säule mit vier Delfinen, auf denen eine Schale in Form einer Muschel liegt. Auf dieser Schale befindet sich die Skulptur des knienden Tritons mit einer Muschel im Mund, die er wie eine Trompete bläst und aus der das Wasser sprudelt. Neben dem großen Becken befindet sich ein kleineres Becken, das das Wasser aufnimmt, das aus einem Wasseraustritt in Form eines Delfinkopfes läuft. An der Nordseite wurde zwischen den Delfinen das Wappen der Stadt Neisse mit den Inschriften SPQN und 1701 angebracht. Die Inschrift S.P.Q.N. (Senatus Populusque Nissiensis, Senat und Volk von Neisse) erinnert an den im alten Rom beliebten Schriftzug S.P.Q.R. (Senatus Populusque Romanus, Senat und Volk von Rom).